# Pluviale
Das Pluviale (von lateinisch pluvia „Regen“, daher ursprünglich Bezeichnung für einen Regenmantel), auch Cappa, Chor-, Rauch-, Segens- oder Vespermantel genannt, ist ein liturgisches Gewand der Westkirche.

## Entstehung und Gestalt

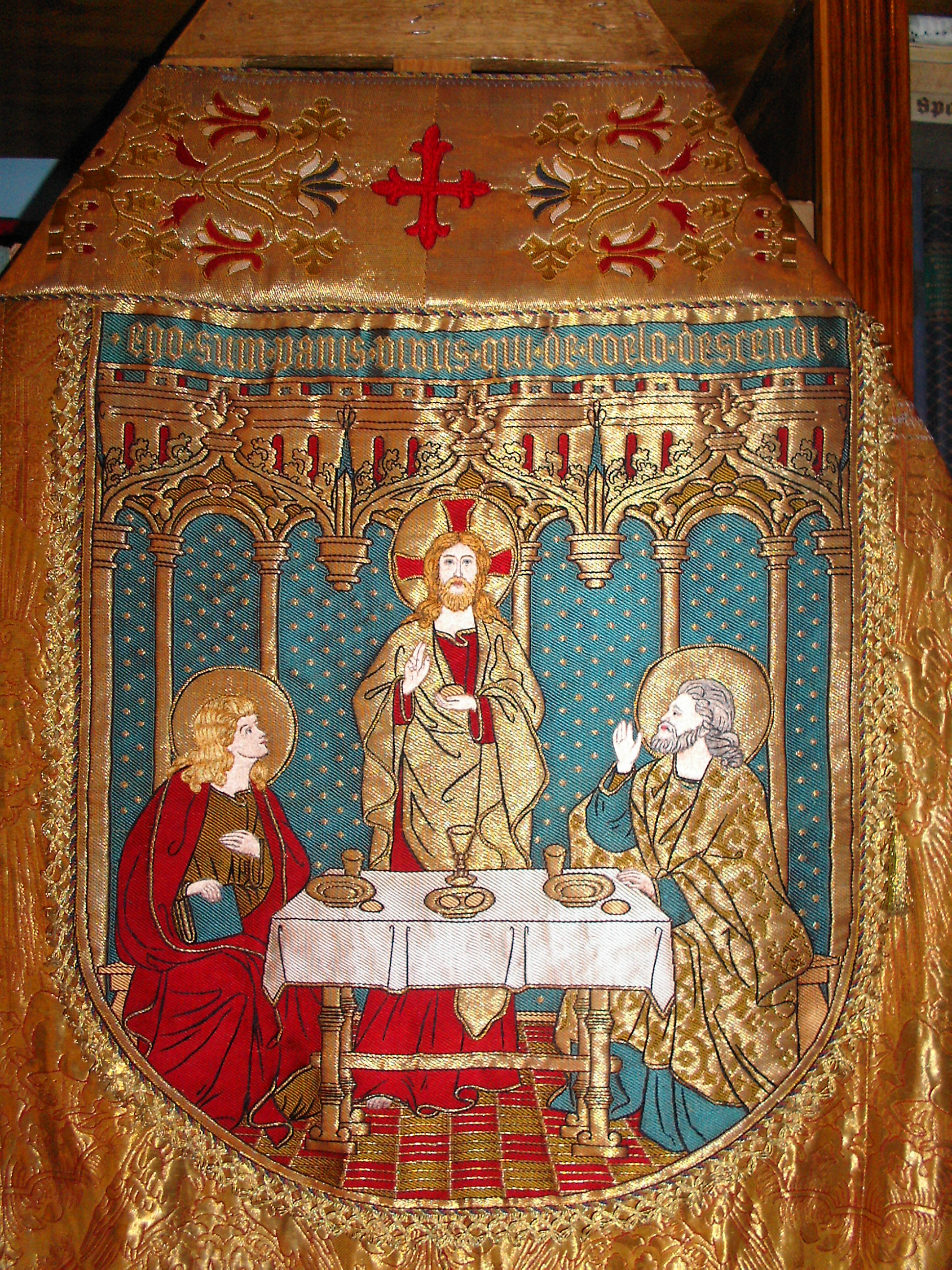
Goldpluviale um 1890, mit Emmausszene auf dem Rückenschild

Das Pluviale kam ab dem 10. Jahrhundert als liturgisches Gewand in Gebrauch. Es handelt sich dabei um einen halbkreisförmigen, ärmellosen Mantel oder mantelähnlichen Umhang, der sich aus der frühmittelalterlichen Capa entwickelte, wie sie Mönche und Kleriker beim Chorgebet oder bei Prozessionen trugen, und vorn mit einer Schnalle (einer sogenannten Chormantelschließe) zusammengehalten wird. Die Schließen konnten im Mittelalter sehr kunstvoll gestaltet sein. Auf der Rückseite befindet sich meistens ein reich verzierter Schild (Clipeus), der sich aus der Kapuze entwickelt hat. Als Schmuck dienten ursprünglich lediglich die Säume und Fransen, doch entstanden auch sehr kunstvoll und kostbar ornamental oder bildlich bestickte Pluvialien. Als Material wurde häufig Seide verwendet; vorgeschrieben ist das Material jedoch nicht. Die Cappa, in Italien meist Pluviale genannt, wurde von Kantoren und Sängern in der heiligen Messe getragen, außerhalb der heiligen Messe, bei Prozessionen, Segnungen und Weihen auch vom Priester oder Bischof; es war auch die Bekleidung höherer Würdenträger bei Synoden und kirchlichen Empfängen.

## Gebrauch
Das Pluviale wird im römischen Ritus sowie in der anglikanischen Kirche von den den Gottesdienst leitenden Personen zu Gottesdiensten getragen, bei denen nicht die Kasel gebraucht wird, wie zur feierlichen Vesper, zur Andacht, zu Prozessionen und bei der Bestattung. Ferner können bei feierlichen Gottesdiensten (z. B. der Vesper) die Assistenten des Offizianten und die Kantoren das Pluviale gebrauchen, wenn sie im Chorraum stehen, wie es bereits im Mittelalter üblich war. Das Pluviale wird in der liturgischen Farbe des Tages oder des Anlasses über dem Chorgewand getragen, bei Gottesdiensten unmittelbar vor und nach der heiligen Messe über der Albe.
Teilweise findet das Pluviale auch in evangelisch-lutherischen Kirchen Verwendung, beispielsweise in den lutherischen Kirchen Nordamerikas oder in den skandinavischen und baltischen evangelisch-lutherischen Kirchen Lettlands. Hier ist es oft das Gewand des Bischofs, etwa bei Ordinationen und Amtseinführungen.
Bei der Feier der heiligen Messe nach der Liturgie von 1962 trägt der Priester, wie es bis zur Liturgiereform nach dem Zweiten Vatikanischen Konzil allgemein vorgeschrieben war, das Pluviale außerdem zu Asperges bzw. zum Vidi aquam. In einem Pontifikalamt dieses Ritus sind des Weiteren der assistierende Priester (Presbyter assistens) sowie die Assistenten des Bischofs mit dem Pluviale bekleidet. Das Pluviale kann im Gegensatz zum Messgewand auch von Personen getragen werden, die nicht die Priesterweihe erhalten haben.

## Papstmantel (Mantum)
Eine Sonderform des Chormantels stellt das dem Papst allein vorbehaltene Mantum, auch Papstmantel genannt, (lat. pluviale, cappa, chlamys [purpurea] oder auch mantus pontificalis – vgl. Pontifex) dar. Dieses war einst von roter Farbe und insbesondere im Mittelalter ein Zeichen der päpstlichen Machtfülle, die mit der Immantation (wörtlich „Ummantelung“), sprich dem feierlichen Umlegen des Mantums als päpstlicher Investitur symbolisch auf den neu gewählten Papst überging. Unabhängig von jener historischen Bedeutung fand das Mantum als längerer, weiter geschnittener, mit einer Schleppe versehener und besonders prächtig gestalteter Typus des Chormantels bis in das Pontifikat Pauls VI. hinein Verwendung. In späterer Zeit dann wurden einige zu Chormänteln umgestaltete, d. h. vornehmlich gekürzte Manten zu besonderen liturgischen Anlässen – zuletzt unter Benedikt XVI. – wiederverwandt.

## Beispiele

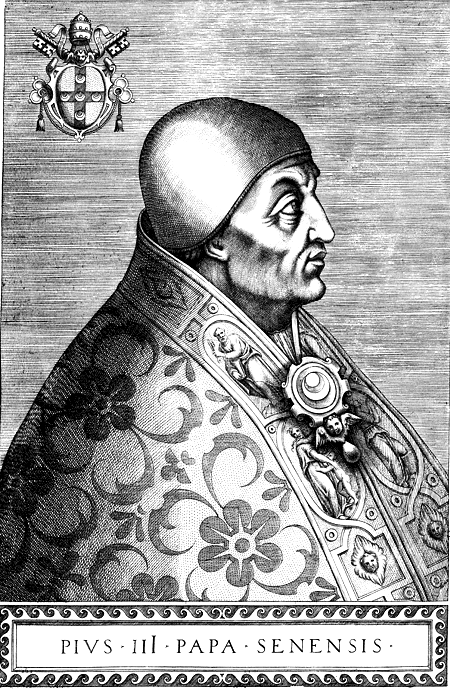
Papst Pius III. im Mantum
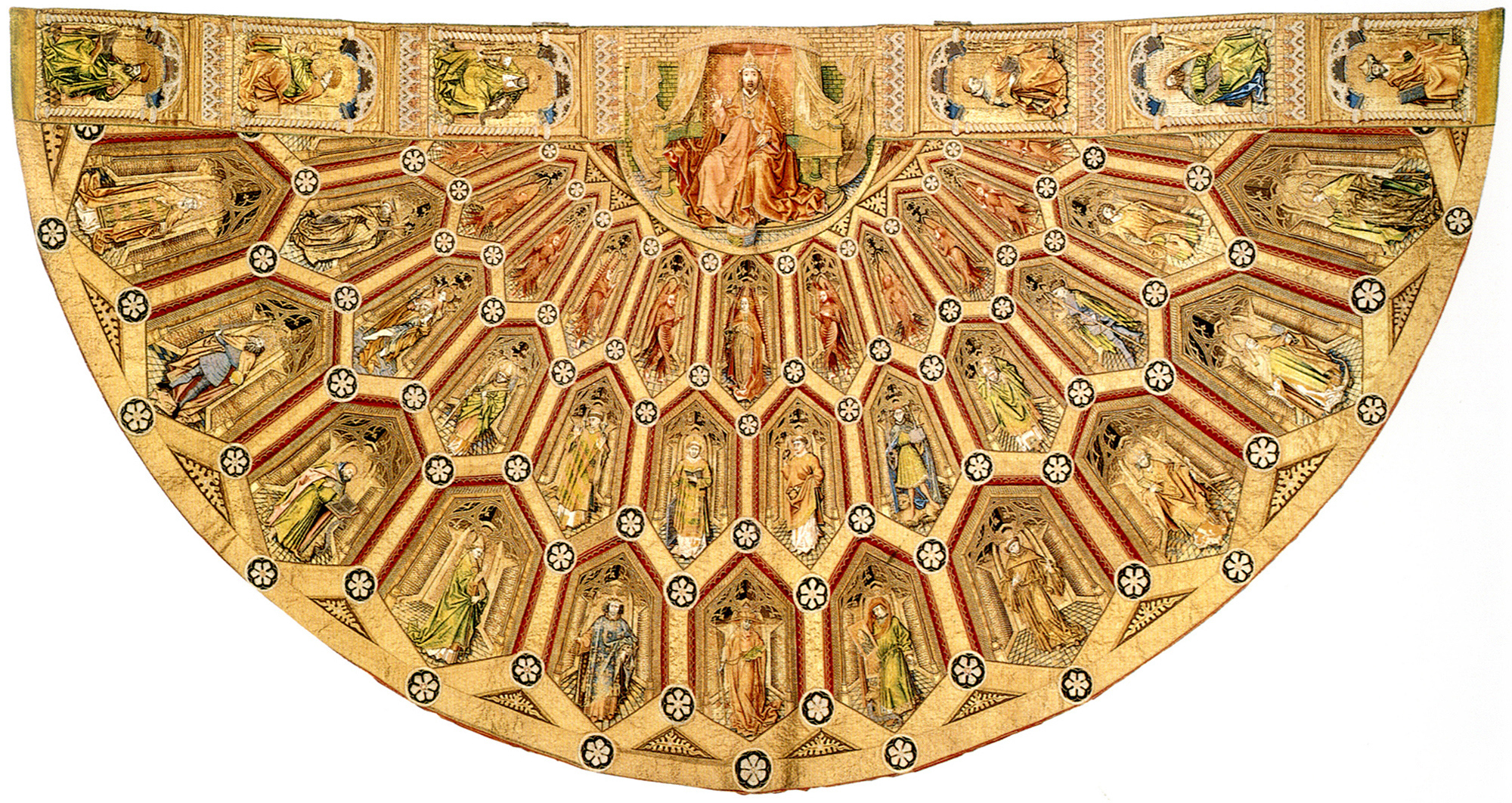
Pluviale des Messornats vom Goldenen Vlies
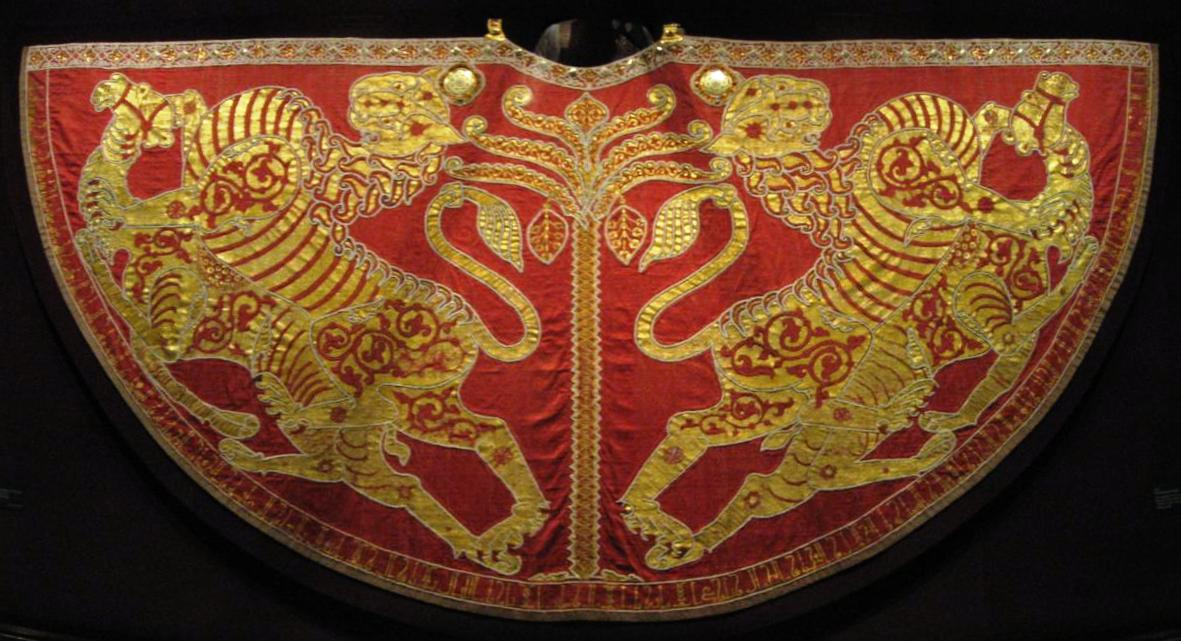
Krönungsmantel der Reichskleinodien
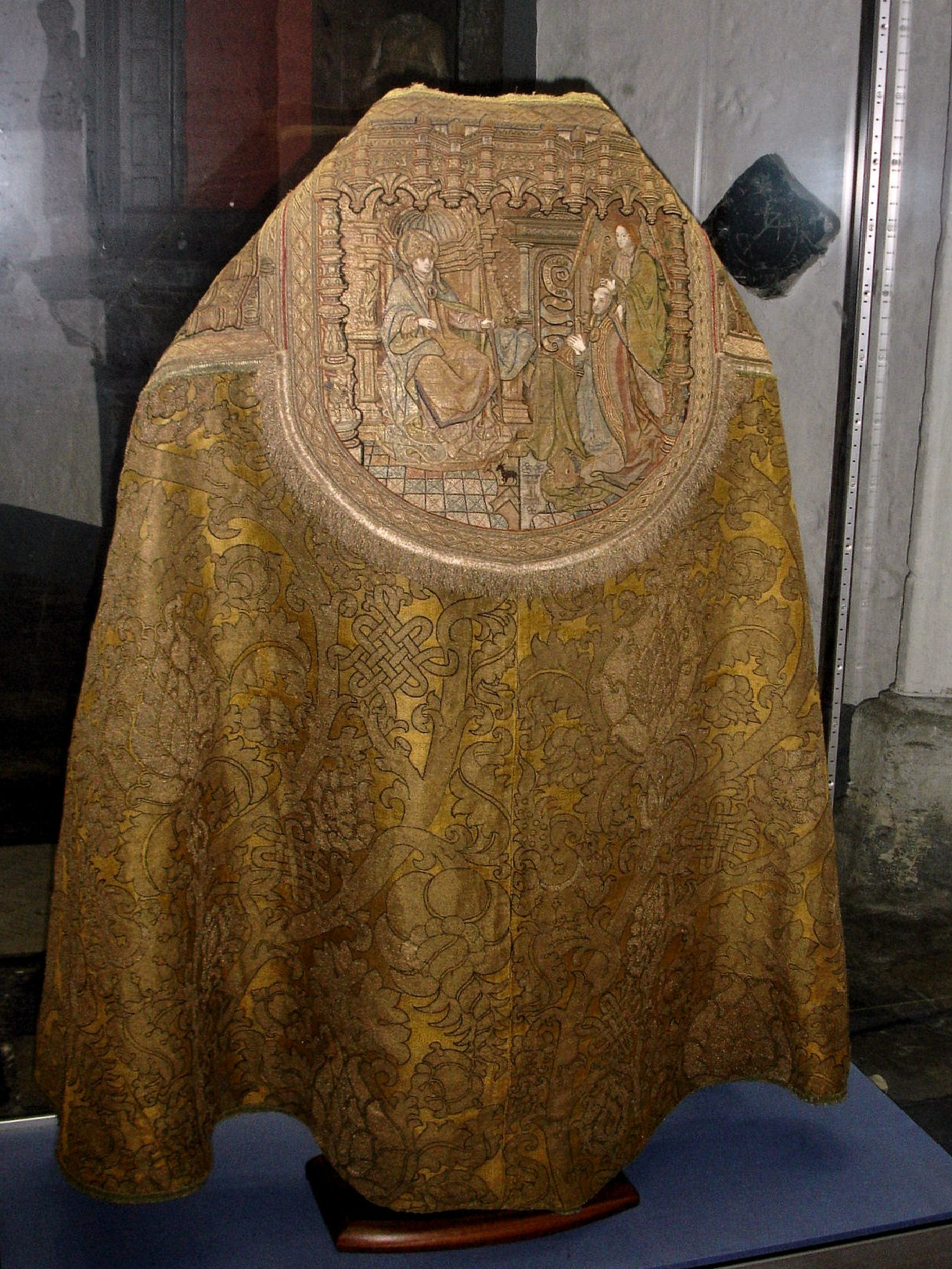
Pluviale aus dem 15. Jahrhundert, Gent
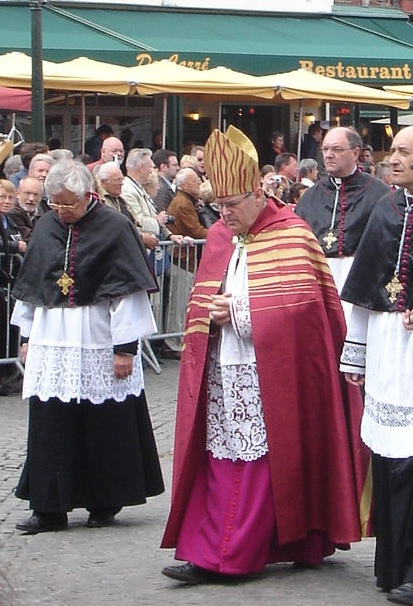
Der Bischof von Brügge in einem modernen Pluviale bei einer Prozession
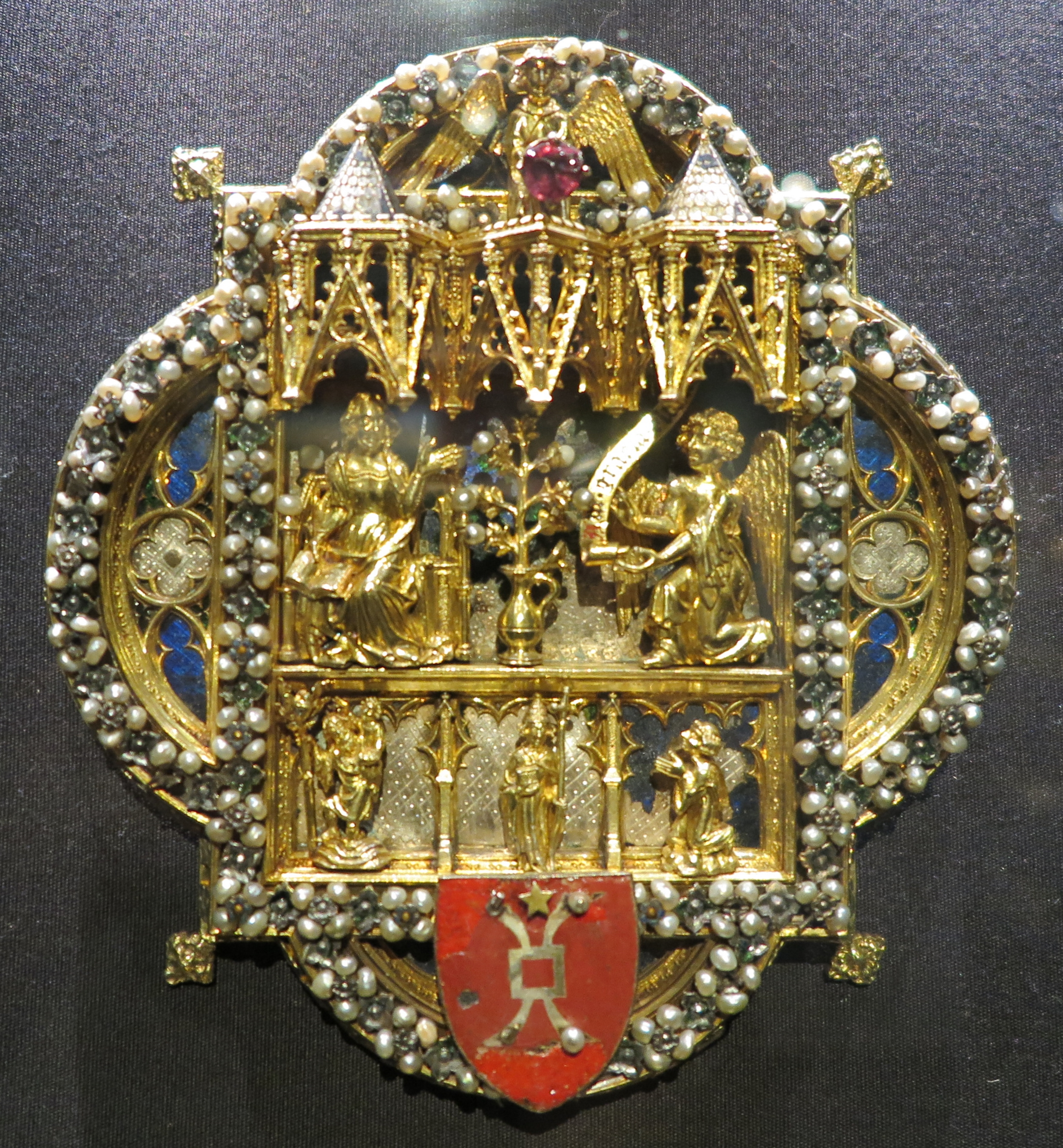
Prunkvolle Chormantelschließe 1340/50, Aachener Domschatzkammer